# Chittenden (Vermont)
Chittenden – miasto w Stanach Zjednoczonych, w stanie Vermont, w hrabstwie Rutland.